# Валентин Бескостный
Валенти́н Беско́стный (Валантен ле Дезоссе) (фр. Valentin le Désossé, наст. имя Жю́ль Этье́н Эдм Реноде́н, фр. Jules Étienne Edme Renaudin; 26 февраля 1843, Со — 4 марта 1907, Париж) — французский танцовщик канкана. Работал в парижском кабаре Мулен Руж, будучи партнером знаменитой Ла Гулю.

## Биография
Жюль Этьен Эдме Реноден родился в семье торговцев вином  в Со. О раннем периоде в его жизни информации почти не сохранилось. Известно лишь то, что днём он торговал вином, а ночью танцевал в кабаре Мулен Руж. Здесь в 1889 году он познакомился с танцовщицей Луизой Вебер, более известной как Ла Гулю. Вместе они танцевали канкан, кадриль и другие подобные танцы, пользуясь невероятной популярностью среди посетителей кабаре.
В 1895 году Валентин Бескостный вышел на пенсию, покинув кабаре. О дальнейшей его жизни (помимо того, что танцовщик умер в 1907 году в Париже в доме своего брата) никаких сведений нет. Согласно некоторым источникам, незадолго до смерти открыл кафе-бистро.
Похоронен на кладбище в Со (Sceaux) в департаменте О-де-Сен.

## Творчество
Валентин Бескостный был высоким и худым. Прозвище «Бескостный» было обусловлено особенностями его телосложения: Реноден, страдавший синдромом Элерса — Данлоса, мог выполнять изящные гибкие движения так, как будто не имел костей. Зарабатывая на жизнь виноторговлей, Валентин отказывался принимать плату за выступления в Мулен Руж, делая это исключительно ради удовольствия. Кроме того, отличительной чертой танцовщика был длинный черный цилиндр.
Будучи неизменным партнёром Ла Гулю, пользовавшейся восхищением художника Анри де Тулуз-Лотрека, Валентин стал одним из героев многих его работ. Их дуэт Тулуз-Лотрек изобразил в том числе на своём знаменитом рекламном плакате 1891 года «Moulin Rouge», после которого к нему пришло признание. Биограф художника Анри Перрюшо в своей книге «Жизнь Тулуз-Лотрека», написанной, в том числе, со слов его современников, описывал танец Ла Гулю и Валентина следующим образом:
Истая вакханка, одержимая демоном ритма, она [Ла Гулю] бесновалась, не обращая никакого внимания на задыхавшихся от волнения мужчин, презирая их, а Валентин — длинная разболтанная кукла с неизменным цилиндром, надвинутым на лоб, с костлявым, мрачным рябым лицом, большими руками, длинными ногами, — слегка откинув назад своё прямое, негнущееся тело, сливался в танце со своей партнершей.
Уход Валентина из Мулен Руж в 1895 году оказался таким же внезапным, как и его пришествие. Ла Гулю, к тому времени достаточно разбогатевшая для самостоятельной творческой деятельности, ушла почти одновременно с ним.